# 6121 Plachinda
A 6121 Plachinda (ideiglenes jelöléssel 1987 RU3) a Naprendszer kisbolygóövében található aszteroida. Ljudmila Ivanovna Csernih fedezte fel 1987. szeptember 2-án.